# Septième circonscription du Pas-de-Calais
La septième circonscription du Pas-de-Calais est l'une des douze circonscriptions législatives françaises que compte le département du Pas-de-Calais (62) situé en région Hauts-de-France.

## Description géographique et démographique

### De 1958 à 1986
Le département avait quatorze circonscriptions.
La septième circonscription du Pas-de-Calais était composée de :
- canton d'Audruicq
- canton de Calais-Nord-Ouest
- canton de Calais-Sud-Est

Source : Journal Officiel du 14-15 Octobre 1958.

### Depuis 1988
La septième circonscription du Pas-de-Calais est délimitée par le découpage électoral de la loi no 86-1197 du 24 novembre 1986
, elle regroupe les cinq divisions administratives suivantes : 
- Canton d'Audruicq
- Canton de Calais-Centre
- Canton de Calais-Est
- Canton de Calais-Nord-Ouest
- Canton de Calais-Sud-Est.

Ce regroupement de divisions administratives (cantons) est celui en vigueur pour les élections législatives de 2022.

### Démographie
D'après le recensement de la population en 2019, réalisé par l'Institut national de la statistique et des études économiques (INSEE), la population de cette circonscription est estimée à 128 383 habitants,.

## Historique des députations
| Législature | Début de mandat  | Fin de mandat    | Député              | Parti politique | Observations |
| ----------- | ---------------- | ---------------- | ------------------- | --------------- | --- |
| Ire         | 9 décembre 1958  | 9 octobre 1962   | Jacques Vendroux    | UNR             | Mandat écourté à la suite d'une dissolution parlementaire décidée par Charles de Gaulle.                                                                       |
| IIe         | 6 décembre 1962  | 2 avril 1967     | Jacques Vendroux    | UNR-UDT         | |
| IIIe        | 3 avril 1967     | 30 mai 1968      | Jacques Vendroux    | UD-Ve           | Mandat écourté à la suite d'une dissolution parlementaire décidée par Charles de Gaulle.                                                                       |
| IVe         | 11 juillet 1968  | 1er avril 1973   | Jacques Vendroux    | UDR             | |
| Ve          | 2 avril 1973     | 2 avril 1978     | Jean-Jacques Barthe | PCF             | |
| VIe         | 3 avril 1978     | 22 mai 1981      | Jean-Jacques Barthe | PCF             | Mandat écourté à la suite d'une dissolution parlementaire décidée par François Mitterrand.                                                                     |
| VIIe        | 2 juillet 1981   | 1er avril 1986   | Jean-Jacques Barthe | PCF             | |
| VIIIe       | 2 avril 1986     | 14 mai 1988      | Aucun               | Aucun           | Proportionnelle par département, pas de député par circonscription. Mandat écourté à la suite d'une dissolution parlementaire décidée par François Mitterrand. |
| IXe         | 23 juin 1988     | 1er avril 1993   | André Capet         | PS              | |
| Xe          | 2 avril 1993     | 21 avril 1997    | Claude Demassieux,  | RPR,            | Mandat écourté à la suite d'une dissolution parlementaire décidée par Jacques Chirac.                                                                          |
| XIe         | 12 juin 1997     | 31 décembre 2000 | André Capet,        | PS,             | Décédé le 31 décembre 2000, il est remplacé par son suppléant le lendemain.                                                                                    |
| XIe         | 1er janvier 2001 | 18 juin 2002     | Gilles Cocquempot,  | PS,             | Décédé le 31 décembre 2000, il est remplacé par son suppléant le lendemain.                                                                                    |
| XIIe        | 19 juin 2002     | 19 juin 2007     | Gilles Cocquempot,  | PS,             | |
| XIIIe       | 20 juin 2007     | 19 juin 2012     | Gilles Cocquempot   | PS              | |
| XIVe        | 20 juin 2012     | 20 juin 2017     | Yann Capet          | PS              | |
| XVe         | 21 juin 2017     | 21 juin 2022     | Pierre-Henri Dumont | LR              | |
| XVIe        | 22 juin 2022     | 9 juin 2024      | Pierre-Henri Dumont | LR              | Mandat écourté à la suite d'une dissolution parlementaire décidée par Emmanuel Macron.                                                                         |
| XVIIe       | 8 juillet 2024   | En cours         | Marc de Fleurian    | RN              | |

## Historique des élections

### Élections de 1958
| Candidat       | Candidat             | Parti          | Premier tour | Premier tour | Second tour | Second tour |  |
| Candidat       | Candidat             | Parti          | Voix         | %            | Voix        | %           |  |
| -------------- | -------------------- | -------------- | ------------ | ------------ | ----------- | ----------- |  |
|                | Jacques Vendroux élu | UNR            | 19 657       | 43,06        | 28 054      | 62,69       |  |
|                | Marceau Danel        | PCF            | 6 955        | 15,23        | 7 339       | 16,4        |  |
|                | André Parmentier     | SFIO           | 6 587        | 14,43        | 5 559       | 12,42       |  |
|                | Georges Boulanger    | MRP            | 6 196        | 13,57        | Retrait     | Retrait     |  |
|                | Louis Châtillon      | Soc.ind.       | 4 498        | 9,85         | 3 797       | 8,49        |  |
|                | Pierre Bayard        | Modérés        | 1 760        | 3,86         |             |             |  |
|                |                      |                |              |              |             |             |  |
| Inscrits       | Inscrits             | Inscrits       | 57 691       | 100,00       | 57 655      | 100,00      |  |
| Abstentions    | Abstentions          | Abstentions    | 10 989       | 19,05        | 11 999      | 20,81       |  |
| Votants        | Votants              | Votants        | 46 702       | 80,95        | 45 656      | 79,19       |  |
| Blancs et nuls | Blancs et nuls       | Blancs et nuls | 1 049        | 2,25         | 907         | 1,99        |  |
| Exprimés       | Exprimés             | Exprimés       | 45 653       | 97,75        | 44 749      | 98,01       |  |

Le suppléant de Jacques Vendroux était Charles Empisse, ancien juge de paix à Audruicq.

### Élections de 1962
|                | Jacques Vendroux sortant réélu | UNR-UDT        | 22 118 | 55,05  |  |  |  |
|                | Marceau Danel                  | PCF            | 8 341  | 20,76  |  |  |  |
|                | Yves Roujean                   | SFIO           | 5 417  | 13,48  |  |  |  |
|                | Georges Boulanger              | MRP            | 4 303  | 10,71  |  |  |  |
|                |                                |                |        |        |  |  |  |
| Inscrits       | Inscrits                       | Inscrits       | 58 993 | 100,00 |  |  |  |
| Abstentions    | Abstentions                    | Abstentions    | 17 623 | 29,87  |  |  |  |
| Votants        | Votants                        | Votants        | 41 370 | 70,13  |  |  |  |
| Blancs et nuls | Blancs et nuls                 | Blancs et nuls | 1 191  | 2,88   |  |  |  |
| Exprimés       | Exprimés                       | Exprimés       | 40 179 | 97,12  |  |  |  |

Le suppléant de Jacques Vendroux était Charles Empisse.

### Élections de 1967
| Candidat       | Candidat                       | Parti                     | Premier tour | Premier tour | Second tour | Second tour |  |
| Candidat       | Candidat                       | Parti                     | Voix         | %            | Voix        | %           |  |
| -------------- | ------------------------------ | ------------------------- | ------------ | ------------ | ----------- | ----------- |  |
|                | Jacques Vendroux sortant réélu | UD-Ve                     | 22 402       | 46,5         | 25 465      | 55,5        |  |
|                | Marceau Danel                  | PCF                       | 11 341       | 23,54        | 20 417      | 44,5        |  |
|                | Yves Roujean                   | FGDS (SFIO)               | 6 257        | 12,99        | Retrait     | Retrait     |  |
|                | Yves Davrou                    | CD (PDM)                  | 5 174        | 10,74        |             |             |  |
|                | Albert Chifflart               | PSU                       | 1 822        | 3,78         |             |             |  |
|                | Roger Menveux                  | Divers droite (Gaulliste) | 1 184        | 2,46         |             |             |  |
|                |                                |                           |              |              |             |             |  |
| Inscrits       | Inscrits                       | Inscrits                  | 59 661       | 100,00       | 59 646      | 100,00      |  |
| Abstentions    | Abstentions                    | Abstentions               | 10 205       | 17,1         | 11 065      | 18,55       |  |
| Votants        | Votants                        | Votants                   | 49 456       | 82,9         | 48 581      | 81,45       |  |
| Blancs et nuls | Blancs et nuls                 | Blancs et nuls            | 1 276        | 2,58         | 2 699       | 5,56        |  |
| Exprimés       | Exprimés                       | Exprimés                  | 48 180       | 97,42        | 45 882      | 94,44       |  |

Le suppléant de Jacques Vendroux était Charles Empisse.

### Élections de 1968
| Candidat       | Candidat                       | Parti          | Premier tour | Premier tour | Second tour | Second tour |  |
| Candidat       | Candidat                       | Parti          | Voix         | %            | Voix        | %           |  |
| -------------- | ------------------------------ | -------------- | ------------ | ------------ | ----------- | ----------- |  |
|                | Jacques Vendroux sortant réélu | UDR (URP)      | 23 524       | 48,14        | 27 243      | 59,74       |  |
|                | Marceau Danel                  | PCF            | 11 411       | 23,35        | 18 358      | 40,26       |  |
|                | Robert Rembotte                | FGDS (SFIO)    | 7 867        | 16,1         | Retrait     | Retrait     |  |
|                | Yves Davrou                    | CD (PDM)       | 4 663        | 9,54         |             |             |  |
|                | Albert Chifflart               | PSU            | 1 396        | 2,86         |             |             |  |
|                |                                |                |              |              |             |             |  |
| Inscrits       | Inscrits                       | Inscrits       | 60 093       | 100,00       | 60 088      | 100,00      |  |
| Abstentions    | Abstentions                    | Abstentions    | 10 287       | 17,12        | 12 089      | 20,12       |  |
| Votants        | Votants                        | Votants        | 49 806       | 82,88        | 47 999      | 79,88       |  |
| Blancs et nuls | Blancs et nuls                 | Blancs et nuls | 945          | 1,9          | 2 398       | 5           |  |
| Exprimés       | Exprimés                       | Exprimés       | 48 861       | 98,1         | 45 601      | 95          |  |

Le suppléant de Jacques Vendroux était Charles Empisse.

### Élections de 1973
| Candidat       | Candidat                | Parti          | Premier tour | Premier tour | Second tour | Second tour |  |
| Candidat       | Candidat                | Parti          | Voix         | %            | Voix        | %           |  |
| -------------- | ----------------------- | -------------- | ------------ | ------------ | ----------- | ----------- |  |
|                | Jean-Jacques Barthe élu | PCF            | 19 541       | 36,96        | 27 695      | 52          |  |
|                | Jean-Louis Debré        | UDR (URP)      | 14 925       | 28,23        | 25 561      | 48          |  |
|                | Roger Ledoux            | PS (UGSD)      | 7 605        | 14,39        | Retrait     | Retrait     |  |
|                | Pierre-Marie Boucher    | Rad (MR)       | 7 585        | 14,35        | Retrait     | Retrait     |  |
|                | Serge Cattelin          | Divers droite  | 1 901        | 3,6          |             |             |  |
|                | André Lefébure          | PSU            | 896          | 1,69         |             |             |  |
|                | Patrick Masse           | FN             | 411          | 0,78         |             |             |  |
|                |                         |                |              |              |             |             |  |
| Inscrits       | Inscrits                | Inscrits       | 64 561       | 100,00       | 64 603      | 100,00      |  |
| Abstentions    | Abstentions             | Abstentions    | 10 498       | 16,26        | 9 406       | 14,56       |  |
| Votants        | Votants                 | Votants        | 54 063       | 83,74        | 55 197      | 85,44       |  |
| Blancs et nuls | Blancs et nuls          | Blancs et nuls | 1 199        | 2,22         | 1 941       | 3,52        |  |
| Exprimés       | Exprimés                | Exprimés       | 52 864       | 97,78        | 53 256      | 96,48       |  |

La suppléante de Jean-Jacques Barthe était Renée Langlet, sténodactylographe, conseillère générale du canton de Calais-Sud-Est, conseillère municipale déléguée de Calais.

### Élections de 1978
| Candidat       | Candidat                          | Parti          | Premier tour | Premier tour | Second tour | Second tour |  |
| Candidat       | Candidat                          | Parti          | Voix         | %            | Voix        | %           |  |
| -------------- | --------------------------------- | -------------- | ------------ | ------------ | ----------- | ----------- |  |
|                | Jean-Jacques Barthe sortant réélu | PCF            | 26 506       | 42,4         | 35 054      | 56,43       |  |
|                | Gérard Muys                       | UDF (CDS)      | 12 193       | 19,51        | 27 060      | 43,57       |  |
|                | Albert Doublet                    | RPR            | 11 996       | 19,19        | Retrait     | Retrait     |  |
|                | Pierre Lefébure                   | PS             | 8 754        | 14           |             |             |  |
|                | Josette Lefébure                  | PSU (FA)       | 1 576        | 2,52         |             |             |  |
|                | Richard Moyon                     | LO             | 826          | 1,32         |             |             |  |
|                | Rémy Delrue                       | FN             | 484          | 0,77         |             |             |  |
|                | Jules Bonte                       | UOPDP          | 176          | 0,28         |             |             |  |
|                |                                   |                |              |              |             |             |  |
| Inscrits       | Inscrits                          | Inscrits       | 75 483       | 100,00       | 75 483      | 100,00      |  |
| Abstentions    | Abstentions                       | Abstentions    | 11 554       | 15,31        | 11 635      | 15,41       |  |
| Votants        | Votants                           | Votants        | 63 929       | 84,69        | 63 848      | 84,59       |  |
| Blancs et nuls | Blancs et nuls                    | Blancs et nuls | 1 418        | 2,22         | 1 734       | 2,72        |  |
| Exprimés       | Exprimés                          | Exprimés       | 62 511       | 97,78        | 62 114      | 97,28       |  |

La suppléante de Jean-Jacques Barthe était Myriam Guffroy, ouvrière, conseillère générale du canton de Calais-Est, conseillère régionale, conseillère municipale de Calais.

### Élections de 1981
| Candidat       | Candidat                          | Parti             | Premier tour | Premier tour | Second tour | Second tour |  |
| Candidat       | Candidat                          | Parti             | Voix         | %            | Voix        | %           |  |
| -------------- | --------------------------------- | ----------------- | ------------ | ------------ | ----------- | ----------- |  |
|                | Jean-Jacques Barthe sortant réélu | PCF               | 23 578       | 42,59        | 33 473      | 60,29       |  |
|                | Gérard Muys                       | UDF (CDS)         | 17 698       | 31,97        | 22 044      | 39,71       |  |
|                | Robert Rembotte                   | PS                | 12 877       | 23,26        | Retrait     | Retrait     |  |
|                | Michel Velluet                    | Divers écologiste | 828          | 1,50         |             |             |  |
|                | Janpier Dutrieux                  | Extrême droite    | 376          | 0,68         |             |             |  |
|                |                                   |                   |              |              |             |             |  |
| Inscrits       | Inscrits                          | Inscrits          | 79 429       | 100,00       | 79 429      | 100,00      |  |
| Abstentions    | Abstentions                       | Abstentions       | 22 998       | 28,95        | 21 852      | 27,51       |  |
| Votants        | Votants                           | Votants           | 56 431       | 71,05        | 57 577      | 72,49       |  |
| Blancs et nuls | Blancs et nuls                    | Blancs et nuls    | 1 074        | 1,9          | 2 060       | 3,58        |  |
| Exprimés       | Exprimés                          | Exprimés          | 55 357       | 98,1         | 55 517      | 96,42       |  |

Le suppléant de Jean-Jacques Barthe était Pierre Langlet, dessinateur industriel, conseiller municipal de Calais.

### Élections de 1988
| Candidat       | Candidat                    | Parti          | Premier tour | Premier tour | Second tour | Second tour |  |
| Candidat       | Candidat                    | Parti          | Voix         | %            | Voix        | %           |  |
| -------------- | --------------------------- | -------------- | ------------ | ------------ | ----------- | ----------- |  |
|                | André Capet élu             | PS             | 17 922       | 37,2         | 29 668      | 59,64       |  |
|                | Yvan Blot sortant           | RPR (URC)      | 17 637       | 36,61        | 20 073      | 40,36       |  |
|                | Jean-Jacques Barthe sortant | PCF            | 12 618       | 26,19        | Retrait     | Retrait     |  |
|                | Bernard Lelièvre            | diss. PS       | 2            | 0            |             |             |  |
|                |                             |                |              |              |             |             |  |
| Inscrits       | Inscrits                    | Inscrits       | 73 823       | 100,00       | 73 815      | 100,00      |  |
| Abstentions    | Abstentions                 | Abstentions    | 23 951       | 32,44        | 22 067      | 29,9        |  |
| Votants        | Votants                     | Votants        | 49 872       | 67,56        | 51 748      | 70,1        |  |
| Blancs et nuls | Blancs et nuls              | Blancs et nuls | 1 693        | 3,39         | 2 007       | 3,88        |  |
| Exprimés       | Exprimés                    | Exprimés       | 48 179       | 96,61        | 49 741      | 96,12       |  |

Le suppléant d'André Capet était Gilles Cocquempot, maire d'Éperlecques.

### Élections de 1993
| Candidat       | Candidat                | Parti          | Premier tour | Premier tour | Second tour | Second tour |  |
| Candidat       | Candidat                | Parti          | Voix         | %            | Voix        | %           |  |
| -------------- | ----------------------- | -------------- | ------------ | ------------ | ----------- | ----------- |  |
|                | Claude Demassieux élu   | RPR (UPF)      | 15 522       | 31,78        | 25 164      | 52,29       |  |
|                | André Capet sortant     | PS (ADFP)      | 10 883       | 22,28        | 22 964      | 47,71       |  |
|                | Jean-Jacques Barthe     | PCF            | 9 900        | 20,27        | Retrait     | Retrait     |  |
|                | Éric Besson-Imbert      | FN             | 4 445        | 9,1          |             |             |  |
|                | Jean-Marc Ben           | Les Verts (EÉ) | 3 060        | 6,27         |             |             |  |
|                | Jean-Claude Beauvillain | Divers droite  | 2 781        | 5,69         |             |             |  |
|                | Jacqueline Larregola    | LT-LNÉ         | 2 247        | 4,6          |             |             |  |
|                |                         |                |              |              |             |             |  |
| Inscrits       | Inscrits                | Inscrits       | 76 315       | 100,00       | 76 314      | 100,00      |  |
| Abstentions    | Abstentions             | Abstentions    | 24 295       | 31,84        | 24 302      | 31,84       |  |
| Votants        | Votants                 | Votants        | 52 020       | 68,16        | 52 012      | 68,16       |  |
| Blancs et nuls | Blancs et nuls          | Blancs et nuls | 3 182        | 6,12         | 3 884       | 7,47        |  |
| Exprimés       | Exprimés                | Exprimés       | 48 838       | 93,88        | 48 128      | 92,53       |  |

Le suppléant de Claude Demassieux était Bernard Carpentier, UDF, conseiller général, maire d'Ardres.

### Élections de 1997
| Candidat       | Candidat                  | Parti          | Premier tour | Premier tour | Second tour | Second tour |  |
| Candidat       | Candidat                  | Parti          | Voix         | %            | Voix        | %           |  |
| -------------- | ------------------------- | -------------- | ------------ | ------------ | ----------- | ----------- |  |
|                | André Capet élu           | PS             | 15 606       | 31,62        | 31 144      | 60,31       |  |
|                | Claude Demassieux sortant | RPR            | 13 616       | 27,59        | 20 493      | 39,69       |  |
|                | Jacky Hénin               | PCF            | 6 961        | 14,1         |             |             |  |
|                | Raymond Mortier           | FN             | 6 213        | 12,59        |             |             |  |
|                | Mireille Gest             | Les Verts      | 3 343        | 6,77         |             |             |  |
|                | Robert Deroi              | LDI (MPF)      | 1 840        | 3,73         |             |             |  |
|                | Christian Guffroy         | PT             | 1 778        | 3,6          |             |             |  |
|                |                           |                |              |              |             |             |  |
| Inscrits       | Inscrits                  | Inscrits       | 77 358       | 100,00       | 77 353      | 100,00      |  |
| Abstentions    | Abstentions               | Abstentions    | 25 072       | 32,41        | 22 176      | 28,67       |  |
| Votants        | Votants                   | Votants        | 52 286       | 67,59        | 55 177      | 71,33       |  |
| Blancs et nuls | Blancs et nuls            | Blancs et nuls | 2 929        | 5,6          | 3 540       | 6,42        |  |
| Exprimés       | Exprimés                  | Exprimés       | 49 357       | 94,4         | 51 637      | 93,58       |  |

Le suppléant d'André Capet était Gilles Cocquempot. Gilles Cocquempot remplaça André Capet, décédé, du 1er janvier 2001 au 18 juin 2002.

### Élections de 2002
| Candidat       | Candidat                        | Parti            | Premier tour | Premier tour | Second tour | Second tour |  |
| Candidat       | Candidat                        | Parti            | Voix         | %            | Voix        | %           |  |
| -------------- | ------------------------------- | ---------------- | ------------ | ------------ | ----------- | ----------- |  |
|                | Gilles Cocquempot sortant réélu | PS               | 11 944       | 26,09        | 22 541      | 52,14       |  |
|                | Natacha Bouchart                | UMP              | 9 208        | 20,11        | 20 694      | 47,86       |  |
|                | Michel Ximenes                  | FN               | 6 151        | 13,44        |             |             |  |
|                | Arnaud Leclair                  | UDF              | 5 313        | 11,61        |             |             |  |
|                | Marcel Levaillant               | PCF              | 3 800        | 8,3          |             |             |  |
|                | Francis Fontaine                | CPNT             | 2 420        | 5,29         |             |             |  |
|                | Isabelle Dehouck                | Divers droite    | 2 130        | 4,65         |             |             |  |
|                | Dominique Wailly                | LO               | 1 108        | 2,42         |             |             |  |
|                | Catherine Bourgeois             | Les Verts        | 834          | 1,82         |             |             |  |
|                | Marijana Petrovic-Rignault      | LCR              | 694          | 1,52         |             |             |  |
|                | Michel Lenglin                  | Pôle républicain | 621          | 1,36         |             |             |  |
|                | Murielle Richet                 | LT-LNÉ           | 599          | 1,31         |             |             |  |
|                | Catherine Lornier               | MNR              | 446          | 0,97         |             |             |  |
|                | Jean-Marc Ben                   | Extrême gauche   | 378          | 0,83         |             |             |  |
|                | Geneviève Berthet               | GÉ               | 134          | 0,29         |             |             |  |
|                |                                 |                  |              |              |             |             |  |
| Inscrits       | Inscrits                        | Inscrits         | 81 260       | 100,00       | 81 261      | 100,00      |  |
| Abstentions    | Abstentions                     | Abstentions      | 34 088       | 41,95        | 35 493      | 43,68       |  |
| Votants        | Votants                         | Votants          | 47 172       | 58,05        | 45 768      | 56,32       |  |
| Blancs et nuls | Blancs et nuls                  | Blancs et nuls   | 1 392        | 2,95         | 2 533       | 5,53        |  |
| Exprimés       | Exprimés                        | Exprimés         | 45 780       | 97,05        | 43 235      | 94,47       |  |

Le suppléant de Gilles Cocquempot était Serge Péron, conseiller général du canton de Calais-Est, maire de Marck, retraité.

### Élections de 2007
| Candidat       | Candidat                        | Parti          | Premier tour | Premier tour | Second tour | Second tour |  |
| Candidat       | Candidat                        | Parti          | Voix         | %            | Voix        | %           |  |
| -------------- | ------------------------------- | -------------- | ------------ | ------------ | ----------- | ----------- |  |
|                | Natacha Bouchart                | UMP            | 15 924       | 33,70        | 23 319      | 49,29       |  |
|                | Gilles Cocquempot sortant réélu | PS             | 12 581       | 26,63        | 23 994      | 50,71       |  |
|                | Marcel Levaillant               | PCF            | 3 537        | 7,49         |             |             |  |
|                | Bernard Carpentier              | Divers droite  | 3 401        | 7,20         |             |             |  |
|                | François Dubout                 | FN             | 3 257        | 6,89         |             |             |  |
|                | Arnaud Leclair                  | UDF–MoDem      | 2 894        | 6,13         |             |             |  |
|                | Laurent Roussel                 | LCR            | 1 574        | 3,33         |             |             |  |
|                | Lionel Varrier-Bal              | CPNT           | 1 555        | 3,29         |             |             |  |
|                | Jacques Goubelle                | Les Verts      | 1 103        | 2,33         |             |             |  |
|                | Dominique Wailly                | LO             | 773          | 1,64         |             |             |  |
|                | Christophe Lemoine              | Divers         | 269          | 0,57         |             |             |  |
|                | André Beun                      | PT             | 212          | 0,45         |             |             |  |
|                | Marc Milner                     | MNR            | 166          | 0,35         |             |             |  |
|                |                                 |                |              |              |             |             |  |
| Inscrits       | Inscrits                        | Inscrits       | 85 833       | 100,00       | 85 824      | 100,00      |  |
| Abstentions    | Abstentions                     | Abstentions    | 37 412       | 43,59        | 36 651      | 42,7        |  |
| Votants        | Votants                         | Votants        | 48 421       | 56,41        | 49 173      | 57,3        |  |
| Blancs et nuls | Blancs et nuls                  | Blancs et nuls | 1 175        | 2,43         | 1 860       | 3,78        |  |
| Exprimés       | Exprimés                        | Exprimés       | 47 246       | 97,57        | 47 313      | 96,22       |  |

### Élections de 2012
| Candidat       | Candidat           | Parti                 | Premier tour | Premier tour | Second tour | Second tour |  |
| Candidat       | Candidat           | Parti                 | Voix         | %            | Voix        | %           |  |
| -------------- | ------------------ | --------------------- | ------------ | ------------ | ----------- | ----------- |  |
|                | Yann Capet élu     | PS                    | 15 860       | 33,64        | 26 861      | 61,44       |  |
|                | Philippe Mignonet  | UMP                   | 8 806        | 18,68        | 16 857      | 38,56       |  |
|                | Françoise Vernalde | RBM (FN)              | 7 330        | 15,55        |             |             |  |
|                | Jacky Hénin        | FG (PCF)              | 6 946        | 14,73        |             |             |  |
|                | Michel Hamy        | Divers droite         | 2 640        | 5,60         |             |             |  |
|                | Catherine Fournier | Divers droite (MoDem) | 2 499        | 5,30         |             |             |  |
|                | Véronique Boutin   | EÉLV (MÉI)            | 857          | 1,82         |             |             |  |
|                | Philippe Blet      | MRC                   | 831          | 1,76         |             |             |  |
|                | Charles François   | PRG                   | 532          | 1,13         |             |             |  |
|                | Françoise Millot   | LO                    | 333          | 0,71         |             |             |  |
|                | Bernard Playe      | NPA                   | 274          | 0,58         |             |             |  |
|                | Jérôme Debuire     | AÉI                   | 234          | 0,50         |             |             |  |
|                | Nadine Baude       | MOC                   | 7            | 0,01         |             |             |  |
|                |                    |                       |              |              |             |             |  |
| Inscrits       | Inscrits           | Inscrits              | 92 413       | 100,00       | 92 392      | 100,00      |  |
| Abstentions    | Abstentions        | Abstentions           | 44 427       | 48,07        | 46 484      | 50,31       |  |
| Votants        | Votants            | Votants               | 47 986       | 51,93        | 45 908      | 49,69       |  |
| Blancs et nuls | Blancs et nuls     | Blancs et nuls        | 837          | 1,74         | 2 190       | 4,77        |  |
| Exprimés       | Exprimés           | Exprimés              | 47 149       | 98,26        | 43 718      | 95,23       |  |

### Élections de 2017
Les élections législatives de 2017 dans le Pas-de-Calais ont eu lieu les 11 et 18 juin 2017.
Pierre-Henri Dumont élu.
|                                                                               |                                                                             |                           |                           |                          |                          |
|                                                                               |                                                                             | Premier tour 11 juin 2017 | Premier tour 11 juin 2017 | Second tour 18 juin 2017 | Second tour 18 juin 2017 |
|                                                                               |                                                                             |                           |                           |                          |                          |
|                                                                               |                                                                             | Nombre                    | % des inscrits            | Nombre                   | % des inscrits           |
| Inscrits                                                                      | Inscrits                                                                    | 93 277                    | 100,00                    | 93 283                   | 100,00                   |
| Abstentions                                                                   | Abstentions                                                                 | 51 316                    | 55,01                     | 54 900                   | 58,93                    |
| Votants                                                                       | Votants                                                                     | 41 961                    | 44,99                     | 38 383                   | 41,07                    |
|                                                                               |                                                                             |                           | % des votants             |                          | % des votants            |
| Bulletins blancs                                                              | Bulletins blancs                                                            | 550                       | 1,31                      | 2 163                    | 5,64                     |
| Bulletins nuls                                                                | Bulletins nuls                                                              | 299                       | 0,71                      | 1 165                    | 3,04                     |
| Suffrages exprimés                                                            | Suffrages exprimés                                                          | 41 112                    | 97,98                     | 35 055                   | 91,33                    |
|                                                                               |                                                                             |                           |                           |                          |                          |
| Étiquette politique (partis et alliances)                                     | Étiquette politique (partis et alliances)                                   | Voix                      | % des exprimés            | Voix                     | % des exprimés           |
|                                                                               |                                                                             |                           |                           |                          |                          |
|                                                                               | Philippe Olivier Front national                                             | 10 033                    | 24,40                     | 13 710                   | 39,17                    |
|                                                                               | Pierre-Henri Dumont Les Républicains (Union des démocrates et indépendants) | 8 907                     | 21,67                     | 21 345                   | 60,83                    |
|                                                                               | Dominique Piedfort Mouvement démocrate (La République en marche)            | 8 354                     | 20,32                     |                          |                          |
|                                                                               | Yann Capet (député sortant) Parti socialiste                                | 5 211                     | 12,68                     |                          |                          |
|                                                                               | Anne-Sophie Ligniert La France insoumise                                    | 4 742                     | 11,53                     |                          |                          |
|                                                                               | Jacky Hénin Parti communiste français                                       | 1 744                     | 4,24                      |                          |                          |
|                                                                               | Francis Gest Europe Écologie Les Verts                                      | 922                       | 2,24                      |                          |                          |
|                                                                               | Sébastien Lecoustre Debout la France                                        | 510                       | 1,24                      |                          |                          |
|                                                                               | Françoise Millot Lutte ouvrière                                             | 282                       | 0,69                      |                          |                          |
|                                                                               | Janick Charlet Divers (Union populaire républicaine)                        | 150                       | 0,36                      |                          |                          |
|                                                                               | Marie-Jeanne Vincent Extrême droite (Union des patriotes)                   | 141                       | 0,34                      |                          |                          |
|                                                                               | Isabelle Fatoux Extrême gauche (Parti ouvrier indépendant démocratique)     | 116                       | 0,28                      |                          |                          |
| Source : Ministère de l'Intérieur - Septième circonscription du Pas-de-Calais |                                                                             |                           |                           |                          |                          |

### Élections de 2022
Les élections législatives françaises de 2022 se déroulent les dimanches 12 et 19 juin 2022.
| Résultats des élections législatives des 12 et 19 juin 2022 de la 7e circonscription du Pas-de-Calais |                          |                          |                          |              |              |             |             |
| Candidat                                                                                              | Candidat                 | Parti et coalition       | Nuance                   | Premier tour | Premier tour | Second tour | Second tour |
| Candidat                                                                                              | Candidat                 | Parti et coalition       | Nuance                   | Voix         | %            | Voix        | %           |
| | Marc de Fleurian         | RN                       | RN                       | 11 313       | 29,21        | 15 930      | 44,17       |
| | Pierre-Henri Dumont      | LR (UDC)                 | LR                       | 10 570       | 27,29        | 20 132      | 55,83       |
| | Jean-Pierre Moussally    | EÉLV (NUPES)             | NUP                      | 7 468        | 19,28        |             |             |
| | Henri Waroczyk           | LREM (ENS)               | ENS                      | 6 063        | 15,65        |             |             |
| | Frédéric Berteloot       | REC                      | REC                      | 871          | 2,25         |             |             |
| | Dominique Niszczota      | PA                       | ECO                      | 546          | 1,41         |             |             |
| | Françoise Millot         | LO                       | DXG                      | 518          | 1,34         |             |             |
| | François Descamps        | LP (UPF)                 | DSV                      | 471          | 1,22         |             |             |
| | Philippe Vasseur         | MDC                      | RDG                      | 422          | 1,09         |             |             |
| | Isabelle Fatoux          | POID                     | DXG                      | 289          | 0,75         |             |             |
| | Laurence Lepretre        | SE                       | DVD                      | 200          | 0,52         |             |             |
| Votes valides                                                                                         | Votes valides            | Votes valides            | Votes valides            | 38 731       | 98,11        | 36 062      | 93,77       |
| Votes blancs                                                                                          | Votes blancs             | Votes blancs             | Votes blancs             | 473          | 1,20         | 1 570       | 4,08        |
| Votes nuls                                                                                            | Votes nuls               | Votes nuls               | Votes nuls               | 272          | 0,69         | 827         | 2,15        |
| Total                                                                                                 | Total                    | Total                    | Total                    | 39 476       | 100          | 38 459      | 100         |
| Abstention                                                                                            | Abstention               | Abstention               | Abstention               | 54 590       | 58,03        | 55 621      | 59,12       |
| Inscrits / participation                                                                              | Inscrits / participation | Inscrits / participation | Inscrits / participation | 94 066       | 41,97        | 94 080      | 40,88       |

### Élections de 2024
| Candidat                 | Candidat                 | Parti et coalition       | Nuances                  | Premier tour | Premier tour | Second tour | Second tour |
| Candidat                 | Candidat                 | Parti et coalition       | Nuances                  | Voix         | %            | Voix        | %           |
| ------------------------ | ------------------------ | ------------------------ | ------------------------ | ------------ | ------------ | ----------- | ----------- |
|                          | Marc de Fleurian         | RN                       | RN                       | 26 995       | 47,86        | 29 282      | 51,86       |
|                          | Pierre-Henri Dumont      | LR (UDC)                 | LR                       | 19 036       | 33,75        | 27 177      | 48,14       |
|                          | Jean-Pierre Moussally    | LÉ (NFP)                 | UG                       | 9 184        | 16,28        |             |             |
|                          | Olivier Carraud          | LO                       | EXG                      | 701          | 1,24         |             |             |
|                          | Jérôme Judek             | REC                      | REC                      | 492          | 0,87         |             |             |
|                          |                          |                          |                          |              |              |             |             |
| Suffrages exprimés       | Suffrages exprimés       | Suffrages exprimés       | Suffrages exprimés       | 56 408       | 97,91        | 56 459      | 96,98       |
| Votes blancs             | Votes blancs             | Votes blancs             | Votes blancs             | 779          | 1,35         | 1 112       | 1,91        |
| Votes nuls               | Votes nuls               | Votes nuls               | Votes nuls               | 423          | 0,73         | 649         | 1,11        |
| Total                    | Total                    | Total                    | Total                    | 57 610       | 100          | 58 220      | 100         |
| Abstention               | Abstention               | Abstention               | Abstention               | 37 049       | 39,14        | 36 462      | 38,51       |
| Inscrits / participation | Inscrits / participation | Inscrits / participation | Inscrits / participation | 94 659       | 60,86        | 94 682      | 61,49       |

#### Département du Pas-de-Calais
- La fiche de l'INSEE de cette circonscription : « Tableaux et Analyses de la septième circonscription du Pas-de-Calais », sur insee.fr, site de l'Institut national de la statistique et des études économiques (consulté le 10 juin 2007) [PDF]

- « Tous les députés du département du Pas-de-Calais depuis 1789 » [archive du 30 septembre 2007], sur assemblee-nationale.fr, site de l'Assemblée nationale française (consulté le 10 juin 2007)

- « Informations contentieuses sur le département du Pas-de-Calais (Élections législatives de 2002) »(Archive.org • Wikiwix • Archive.is • Google • Que faire ?), sur conseil-constitutionnel.fr, site du Conseil constitutionnel (consulté le 13 juin 2007)

#### Circonscriptions en France
- « Carte des circonscriptions législatives en France », sur assemblee-nationale.fr, site de l'Assemblée nationale française (consulté le 10 juin 2007)

- « Résultats électoraux officiels en France »(Archive.org • Wikiwix • Archive.is • Google • Que faire ?), sur interieur.gouv.fr, site du ministère de l'Intérieur (France) (consulté le 13 juin 2007)

- Description et Atlas des circonscriptions électorales de France sur http://www.atlaspol.com, Atlaspol, site de cartographie géopolitique, consulté le 13 juin 2007.